# Гусинська сільська рада
Гуси́нська сільська́ ра́да — адміністративно-територіальна одиниця та орган місцевого самоврядування в Куп'янському районі Харківської області. Адміністративний центр — село Гусинка.

## Загальні відомості
- Гусинська сільська рада утворена в 1923 році.
- Територія ради: 64,35 км²
- Населення ради: 1 080 осіб (станом на 2001 рік)
- Територією ради протікає річка Гусинка.

## Населені пункти
Сільській раді були підпорядковані населені пункти:
- с. Гусинка
- с. Єгорівка
- с. Курочкине
- с. Самборівка

## Склад ради
Рада складалася з 14 депутатів та голови.
- Голова ради: Распасієнко Яків Вікторович
- Секретар ради: Таран Тетяна Михайлівна

### Керівний склад попередніх скликань
| Прізвище, ім'я, по батькові | Основні відомості                                                                                     | Дата обрання | Дата звільнення |
| --------------------------- | --- | ------------ | --------------- |
| Распасієнко Яків Вікторович | Сільський голова, 1954 року народження, освіта середня спеціальна, член Соціалістичної партії України | 26.03.2006   | 31.10.2010      |
| Распасієнко Яків Вікторович | Сільський голова, 1954 року народження, освіта середня спеціальна, член Партії регіонів               | 31.10.2010   |                 |

Примітка: таблиця складена за даними сайту Верховної Ради України

### Депутати
За результатами місцевих виборів 2010 року депутатами ради стали:

#### За суб'єктами висування
| Суб'єкт висування                                       | Кількість обраних депутатів | %    |
| ------------------------------------------------------- | --------------------------- | ---- |
| Партія регіонів                                         | 11                          | 78,6 |
| Політична партія Всеукраїнське об'єднання «Батьківщина» | 2                           | 14,3 |
| Соціалістична партія України                            | 1                           | 7,1  |

#### За округами
| № округу                                                | Прізвище, ім'я, по батькові    | Дата визнання обраним | Освіта             | Партійна приналежність                        | Відомості про обраного депутата                         |
| ------------------------------------------------------- | ------------------------------ | --------------------- | ------------------ | --------------------------------------------- | ------------------------------------------------------- |
| Партія регіонів                                         |                                |                       |                    |                                               |                                                         |
| 1                                                       | Гладкий Віктор Борисович       | 03.11.2010            | середня            | член Партії регіонів                          | СДПЧ-44, водій                                          |
| 3                                                       | Хрипко Сергій Володимирович    | 03.11.2010            | середня спеціальна | член Партії регіонів                          | Ф.г. Коньшина В. Д., водій                              |
| 4                                                       | Видиш Зінаїда Миколаївна       | 03.11.2010            | вища               | член Партії регіонів                          | Ф.г. Коньшина В. Д., сол. економіст                     |
| 5                                                       | Троніна Віра Григорівна        | 03.11.2010            | вища               | член Партії регіонів                          | Гусинська сільська рада, інспектор-касир                |
| 7                                                       | Таран Тетяна Михайлівна        | 03.11.2010            | середня спеціальна | член Партії регіонів                          | Гусинська сільська рада, секретар виконкому             |
| 8                                                       | Ревков Сергій Олександрович    | 03.11.2010            | вища               | член Партії регіонів                          | Ф.г. Коньшина В. Д., зоотехнік                          |
| 10                                                      | Каркач Сергій Володимирович    | 03.11.2010            | середня спеціальна | член Партії регіонів                          | Ф.г. Коньшина В. Д., інженер                            |
| 11                                                      | Нюнюк Наталія Анатоліївна      | 03.11.2010            | середня спеціальна | член Партії регіонів                          | Гусинський сільський клуб, завідувачка сільського клубу |
| 12                                                      | Балакірєв Олександр Вікторович | 03.11.2010            | середня            | член Партії регіонів                          | Ф.г. Коньшина В. Д., завгар                             |
| 13                                                      | Підгорна Вікторія Сергіївна    | 03.11.2010            | вища               | член Партії регіонів                          | Гусинська сільська рада, діловод                        |
| 14                                                      | Хрипко Ірина Володимирівна     | 03.11.2010            | вища               | член Партії регіонів                          | Гусинська сільська рада, головний бухгалтер             |
| Політична партія Всеукраїнське об'єднання «Батьківщина» |                                |                       |                    |                                               |                                                         |
| 2                                                       | Балаганська Вікторія Василівна | 03.11.2010            | вища               | член Всеукраїнського об'єднання «Батьківщина» | тимчасово не працює                                     |
| 9                                                       | Гаврашенко Світлана Василівна  | 03.11.2010            | вища               | член Всеукраїнського об'єднання «Батьківщина» | Гусинська загальноосвітня школа, бібліотекар            |
| Соціалістична партія України                            |                                |                       |                    |                                               |                                                         |
| 6                                                       | Заіченко Сергій Дмитрович      | 03.11.2010            | вища               | член Соціалістичної партії України            | тимчасово не працює                                     |